# Liste der Monuments historiques in Trannes
Die Liste der Monuments historiques in Trannes führt die Monuments historiques in der französischen Gemeinde Trannes auf.

## Liste der Immobilien
| Bezeichnung      | Beschreibung                                                            | Standort                                                    | Kennzeichnung | Schutzstatus | Datum | Bild           |
| ---------------- | ----------------------------------------------------------------------- | ----------------------------------------------------------- | ------------- | ------------ | ----- | -------------- |
| Kirche St-Michel | ab dem 12. Jahrhundert                                                  | Rue Saint-Michel (Lage)                                     | PA00078245    | Inscrit      | 1937  | weitere Bilder |
| Römerstraße      | Abschnitt der Via Agrippa, Anfang des ersten Jahrhunderts nach Christus | Chemin des Romaines sowie nördlich und südlich davon (Lage) | PA00078244    | Inscrit      | 1982  |                |

## Liste der Objekte
| Bezeichnung                 | Beschreibung                                                | Standort                       | Kennzeichnung | Schutzstatus | Datum | Bild |
| --------------------------- | ----------------------------------------------------------- | ------------------------------ | ------------- | ------------ | ----- | ---- |
| Fünf Prozessionsstäbe       | Holz, farbig gefasst und vergoldet, 18. und 19. Jahrhundert | in der Kirche St-Michel (Lage) | PM10004431    | Inscrit      | 1981  |      |
| Grabstein für Jean Comparot | Kalkstein, bezeichnet 1551                                  | in der Kirche St-Michel (Lage) | PM10002241    | Classé       | 1913  |      |